# Lindsey Buckingham
Lindsey Buckingham (Palo Alto, 3 oktober 1949) is een Amerikaanse producer, gitarist, zanger en was tot april 2018 lid van de band Fleetwood Mac.

## Biografie
Terwijl zijn broers uitblonken in de sport, raakte Lindsey al op jonge leeftijd geïnteresseerd in muziek. In zijn highschool tijd speelde hij in een rock-'n-roll-bandje, genaamd Fritz. In deze periode leerde hij ook Stevie Nicks kennen.
Begin jaren zeventig gingen de twee samen verder en in 1973 namen zij het niet bepaald succesvolle album Buckingham Nicks op. In 1975 werden ze lid van de toen al legendarische Britse bluesband Fleetwood Mac. De komst van Buckingham en Nicks luidde een nieuwe, zeer succesvolle periode in voor deze band.
Buckingham ontpopte zich als het artistieke brein binnen de band en heeft in de loop van zijn muziekcarrière met wisselend succes een viertal soloalbums opgenomen, Law and Order in 1981, Go Insane in 1984, Out of the Cradle in 1992 en Under the Skin in 2006. In 1987, na de release van het album Tango in the night verliet hij Fleetwood Mac om in de jaren negentig weer terug te keren. Tijdens The Dance, een reunion tour in 1997, vertolkte hij zijn eigen hit Go Insane. Dit live nummer is opgenomen op het The Best Of album van Fleetwood Mac. In 2003 en 2004 deed hij nog een internationale tour met Fleetwood Mac naar aanleiding van het album Say you will.
Lindsey kwam in 2008 met zijn cd Gift of Screws. Op deze cd is naast Mick Fleetwood ook John McVie te horen. In maart 2009 ging hij, samen met de andere (ex-)bandleden van Fleetwood Mac, weer op tournee. Daarnaast is hij met zijn eigen bandleden regelmatig op het podium te bewonderen. In 2013 stond Fleetwood Mac in het Ziggo Dome en in 2015 waren ze weer te bewonderen met hun tour On With The Show. Op 9 april 2018 werd bekend dat Buckingham was ontslagen bij de band.

## Persoonlijk
Lindsey Buckingham is getrouwd met Kristen Messner. Het paar heeft drie kinderen, William, Leelee en Stella.

## Discografie
- Law and Order (1981)
- Go Insane (1984)
- Out of the Cradle (1992)
- Under the Skin (2006)
- Live at the Bass Performance Hall (2008)
- Gift of Screws (2008)
- Seeds we sow (2011)

- Bibsys: 4082452
- Bibliothèque nationale de France: cb13891951f (data)
- Gemeinsame Normdatei: 13433941X
- International Standard Name Identifier: 0000 0001 1511 3567
- Library of Congress Control Number: n93090849
- MusicBrainz: 5d12875c-a197-43b2-8f29-41dc0ad895c3
- Nationale Bibliotheek van Tsjechië: xx0090407
- Nationale bibliotheek van Australië: 35203294
- Nationale Bibliotheek van Israël: 987007381843605171
- Nationale en Universitaire bibliotheek Zagreb: 000065898
- Nederlandse Thesaurus van Auteursnamen: 069398526
- Système universitaire de documentation: 081259867
- Trove: 863519
- Virtual International Authority File: 44484482
- WorldCat: E39PBJkD3vMgwJXdWT7gFBpF8C